# Dialetos da Apúlia

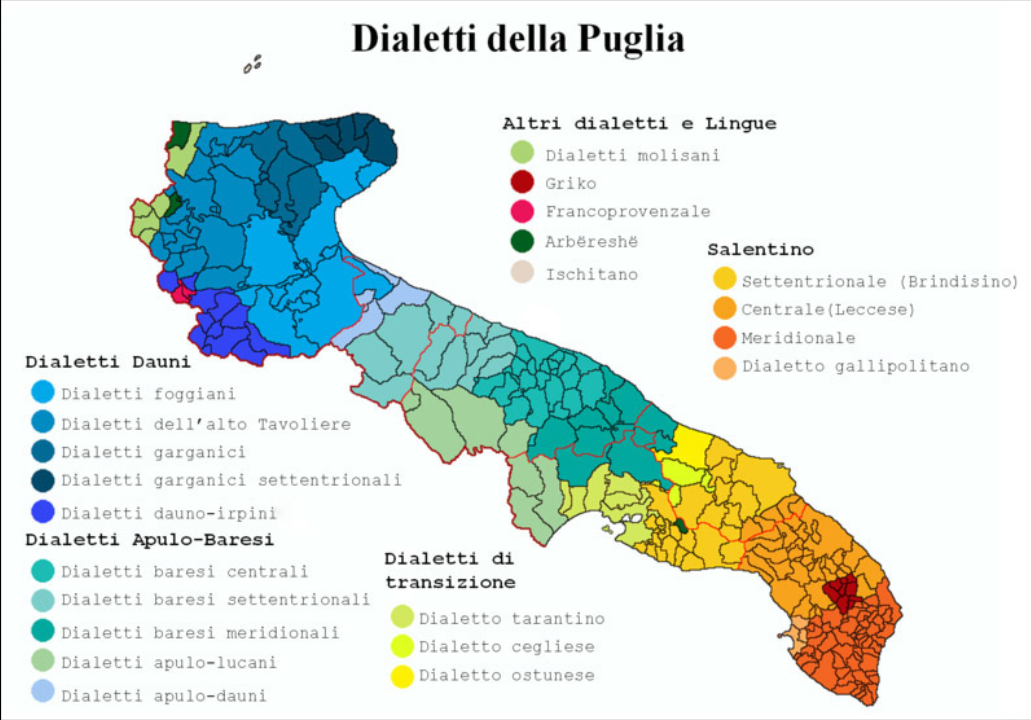
Dialetos da Apúlia

Os dialetos da Apúlia (ou apulienses) são um conjunto de dialetos do italiano falados na região da Apúlia, Itália. São falados por aproximadamente 400 mil habitantes da região.